# 反亂獵人X
《反亂獵人X》（又译作）是卡普空於2005年12月15日發售的PlayStation Portable独占平台動作遊戲，为原先在超级任天堂发行的《洛克人X》的重製版。遊戲的圖形改為3D並新增動畫影片。本作于2005年12月15日首次在日本发行，并于2006年1月31日在北美地区发行。
本作的开发始于制作人稻船敬二与开发组的一次讨论，关于应该开发X9还是首作PSP重制版的问题，最终他们决定为利用新机能而选择开发本重制作品。同时也因为新式硬件的引入，相较于1993年的原作，本作使用了大量的3D画面，并加入了一些新元素。

## 游戏玩法

遊戲畫面，圖中角色為霸法

首次游玩玩家只可以选择艾克斯通关，不过如果玩家通关一次后便可在开始画面选择艾克斯或者霸法进行游戏。二者有着单独的操作方式，前者与原作大同小异，而选择霸法进行游玩时，玩家可操纵其在空中悬停片刻。完成介绍篇后，玩家可以任意选择八位异常者进行对决，当艾克斯击败一位异常者便可获得并在能量槽可用时使用其特殊武器，从而对某些敌人造成更大的伤害值。当八位异常者全部被击败后，玩家将与西格玛对决（选择霸法将与艾克斯和杰洛对决）。同时玩家可以从不同关卡中的莱特博士胶囊中为艾克斯取得不同部位的强化装甲，不过相比于原作，存放的关卡与地点有所变化。
玩家通关游戏一次后便可观看25分钟的影片《西格玛之日》（The Day of Σ），讲述西格瑪叛變前的故事。

## 剧情与人物
本作剧情与《洛克人X》大致相同。21XX年，考古学家「凯恩博士」（Dr. Cain）于生前发现了「莱特博士」（Dr. Right）的遗作－「艾克斯」（X），并参照艾克斯的设计制造了一系列雷普利机器人。數年后，由非正規機器人导致的犯罪案件开始频发，也促成了非正規猎人的诞生，以防止异常者伤害人类。
非正規猎人的隊長「西格玛」（Sigma），因一次与非正規化「杰洛」（Zero）的对决，而意外令自身变成非正規機器人，艾克斯与杰洛便前去阻止其发动机器人起义的计划。

## 开发
本作制作人由稻船敬二与北林达也共同担当，其中稻船敬二为原作的画师及编剧。该作的诞生始于稻船敬二与开发组的一次讨论，关于应该开发X9还是首作PSP重制版的问题，由于开发组比较想尝试利用下新机种的性能表现，最终决定开发重制作品。
本作的人物设计基于以往系列的推销及X8的设计而来，从而使得人物看上去更像人类。将霸法加入游戏可操作角色的决定则是因稻船认为让杰洛担任其角色的话“过于单调乏味”。
该游戏的动画部分由XEBEC制作。

## 评价
根据汇总媒体Metacritic的报告，本作获得了“整体优秀的评价”，本作在GameRankings的评分则为82分（满分100）。
IGN将本作评为8分（满分10分），评述道“本作不仅能满足老玩家们，亦能给新手们带来新内容，尽管本作有一些缺点，但依然紧张、有趣并富有挑战性”。GameSpy的菲尔·西奥博尔德（Phil Theobald）同样给出正面评价，给予其4.5星（满分5星）并认为本作很有可能成为PlayStation Portable平台最佳游戏之一，甚至能为蓝色小人（洛克人系列）带来更多粉丝。
IGN后续将其评为史上第19佳PlayStation Portable游戏。

### 销量
尽管本作收获了正面评价，但本作却是个商业败笔（虽然北美的销量尚可）。稻船本打算着手开发更多洛克人系列的重制作品，迫于本作与另一部重制作品《洛克人洛克人》的惨淡销量，计划不得不搁浅。
后续本作于PlayStation Store上线后重获成功，并于2014年4月成为PlayStation Network第十佳畅销游戏。

## 回响
2011年卡普空宣布《洛克人洛克人》与《反乱猎人X》将会以二合一形式重新发售，同期以此形式发售的还有《怪物猎人携带版2nd》及《怪物猎人携带版2nd G》。
2018年影片《西格玛之日》的高清重制版被包含在《洛克人X 周年纪念合集》及《洛克人X 周年纪念合集2》两部合集中，不过两部合集中并没有收录本作的游戏，同样没有被收录的3D游戏还有《洛克人X 指令任务》。

## 主題曲
片頭曲：「Don't wanna be」
主唱：Spinwake

## 外部連結
- 官方網站